# 四都坪乡
四都坪乡，是中华人民共和国湖南省张家界市永定区下辖的一个乡镇级行政单位。

## 行政区划
四都坪乡下辖以下地区：
堰垭村、泉水村、乌木峪村、田坪村、熊家塔村、九龙村、大北厢村、红家界村、黄家河村、辽竹坪村、庙岗村、醒家峪村、酸子界村、上村、中村、同都村、骡子塔村和四都坪村。